# Območje 51 (film)
Območje 51 (izviren angleški naslov: Area 51) je ameriška znanstvenofantastična grozljivka, posneta v tehniki najdenih posnetkov, iz leta 2015. Film je delo režiserja in scenarista Orena Pelija, v njem pa igrajo Benjamin Rovner, Reid Warner in Darrin Bragg. Film je le za omejen čas 15. maja 2015 izdalo produkcijsko podjetje Paramount Insurge.

## Vsebina
Reid, Darrin in Ben so najboljši prijatelji in zagovorniki teorij zarote. Reidova obsedenost z raziskovanjem nezemeljskega življenja se začne potem, ko na neki zabavi izgine in se vrne brez spomina o njegovem izginotju. Naslednje tri mesece tako začne pripravljati načrt za vdor v Območje 51 in razkriti tamkajšnje skrivnosti. Zaradi svoje obsesije o nezemeljskem življenju, Reid izgubi službo in se odtuji od svoje družine. Pridružijo se mu še Darrin, Ben in Jelena, katere oče je delal v Območju 51. V območje nameravajo vdreti s pomočjo posebnih naprav in pripomočkov, ki bi jih naredili nevidne za tamkajšnje radarje.
Po nasvetu Jeleninega očeta, začne skupina zasledovati moškega za katerega sumijo, da ima pomembno vlogo v Območju 51. Reid in Darrin vlomita v njegovo hišo in mu ukradeta izkaznico. Ben se kasneje odloči, da bo skupino počakal v avtu v puščavi dokler se ne vrnejo. Trojica uspešno vdre v območje s pomočjo izkaznice in ostalih naprav. Ko se pomikajo bolj globoko po bazi, najdejo laboratorij z življenju podobno tekočino in proti težnostno snov. Prav tako najdejo nezemeljsko vesoljsko plovilo, v katero Reid vstopi. Trojica nato pride do stopnje 'S4', ki vsebuje najbolj varovane poskuse in informacije Območja 51. Vendar sprožijo alarm in varnostniki jih zalotijo. Darrin se loči od ostalih dveh in komaj pobegne varnostnikom in nezemljanu.
Reid in Jelena medtem najdeta jami podobno strukturo pod Območjem 51. Tam najdeta različne obleke in igrače, kasneje pa še človeško kri in organe. Ugotovita, da sta se znašla v gnezdu spečih nezemljanov. Eden od njih se zbudi in jih začne loviti ven iz jame, do naslednjega prostora. Reid in Jelena se tako znajdeta v nekakšni beli dvorani. Medtem ko Reid najde nekakšne nezemeljske simbole, Jeleno odvleče neznana sila. Nato jo Reid le najde v popolnoma zmedenem stanju. Dvorana začne naenkrat izgubljati gravitacijo in kamera pade iz dvorane in izkaže se, da se pravzaprav nahajata v letečem srebrnem NLPju.
Darrin uspešno pobegne in ugotovi, da je bilo vso osebje evakuirano iz Območja 51. Vrne se nazaj k Benu, ki jih je medtem čakal v avtu. Darrin začne panično razlagati kaj se je zgodilo in ukaže Benu naj odpelje stran. Vendar avto noče vžgati in oba nato ugrabijo nezemljani.
Po odjavni špici, starejši moški najde Reidovo kamero, ki je padla iz NLPja.

## Igralci
- Reid Warner kot Reid
- Darrin Bragg kot Darrin
- Jelena Nik kot Jelena
- Ben Rovner kot Ben
- Sandra Staggs kot mati
- Roy Abramsohn kot oče
- Frank Novak kot on sam
- David Saucedo kot krajan
- Glenn Campbell kot on sam
- Jamel King kot Jamel Bragg
- Nikka Far kot Nikki
- Norio Hayakawa kot on sam